# Ремейк (компьютерные игры)

Игра Nether Earth (1987) для ZX Spectrum и современный ремейк на OpenGL

Ремейк компьютерной игры (англ. Video game remake) — компьютерная игра, созданная на основе другой раннее выпущенной игры. Он может как создаваться с нуля, так и использовать наработки оригинала. Обычно ремейк имеет такое же название, сюжет и игровой процесс, но при этом часто содержит более современную графику и звуковые эффекты, изменённую внешность персонажей, интерфейс пользователя, дизайн и строение локаций. Сюжет и геймплей в определённых случаях также могут быть изменены и адаптированы согласно современным трендам и стандартам.
Ремейк игры зачастую создаётся либо той же компанией-разработчиком, что и оригинал, либо правообладателем. В других случаях автором ремейка может неофициально выступать сообщество пользователей.

## Определение
Ремейк предлагает новую интерпретацию старого проекта с обновлёнными или полностью изменёнными его аспектами. Например, The Legend of Zelda: Ocarina of Time 3D и The Legend of Zelda: Majora’s Mask 3D для Nintendo 3DS считаются ремейками, а не ремастерами или портами, поскольку в них добавлены новые модели персонажей и пакеты текстур. С другой стороны, The Legend of Zelda: Wind Waker HD для Wii U является ремастером, поскольку сохраняет эстетику оригинала.
Ремейк обычно сохраняет сюжет, жанр и основные идеи игрового процесса, что и оригинальный проект. Его цель состоит в том, чтобы взять устаревшую старую игру и обновить её для новой аудитории. Ремейк не обязательно сохраняет исходный игровой процесс. Например, для ремейка Space Quest I: The Sarien Encounter разработчики использовали движок, интерфейс и графический стиль четвёртой части серии, заменив исходную графику и анализатора текста оригинала, однако другие аспекты, такие как повествование, головоломки в значительной степени сохранились. Resident Evil 2 (2019) — это ремейк игры 1998 года. В то время как в оригинале ракурс камеры фиксирован, в ремейке этого ограничения нет, так как он выполнен в жанре шутер от третьего лица, аналогичный Resident Evil 4 и более поздним играм этой серии.

### Порт
Портированием называется перенос игры на новую платформу. Он может включать в себя различные улучшения, например, улучшенную производительность, но отличается от ремейка тем, что по-прежнему в значительной степени зависит от движка исходной игры. Так, в портах Mortal Kombat II для портативных консольных было меньше персонажей, чем в оригинальной аркадной игре из-за ограничений системного хранилища, но в остальном игровой процесс оставался верным оригиналу.
По сравнению с ремейком или ремастерингом видеоигр, которые часто делаются спустя годы после выхода оригинала, порты обычно выпускаются в том же поколении, что и оригинал. Так, порты для домашних консолей обычно выходили менее чем через год после выпуска оригинальной аркадной версии. Поскольку в 2000-х годах аркадные автоматы перестали быть исходной платформой для видеоигр, издатели начали выпускать свои проекты на нескольких консолях сразу.

### Ремастер
Порт, содержащий большое количество изменений, называется ремастером. Издатели видеоигр не всегда проводят чёткое различие между терминами. Например, несмотря на название, DuckTales: Remastered является ремейком, так как была сделана с чистого листа на другом движке, отличающимся от оригинала 1989 года.
Обычно ремастер делается спустя годы или десятилетия после выхода оригинальной игры. В отличие от ремейков, в которых часто изменяется устаревший игровой процесс, ремастер верен оригиналу, допуская лишь ограниченное количество отступлений от изначального геймплея в пользу удобства для современных игроков.

### Ребут
Ребутом (перезапуском) является новая версия компьютерной игры, которая использует тех же героев и идеи, но игнорирует события предыдущих произведений из серии, создавая новую сюжетную линию. Если сюжет старых произведений является частью канона, то тогда такой ребут (перезапуск) называется мягким, однако он всё равно во многих отношениях начинает историю с чистого листа.

### Демейк
Демейк — компьютерная игра, созданная намеренно с использованием художественного стиля, вдохновлённого старыми играми. Экшн-платформер Mega Man 9 — пример подобного. Демейки появились на фоне растущего интереса к старым платформам и являются противоположностью ремейков.

## История
Из-за ограничений и часто сильно различающегося оборудования обычно приходилось полностью переделывать игры для выпуска на разных платформах. Изменения затрагивали графику и игровой процесс. Ранним примером подобного стала Gun Fight, перепрограммированная компанией Midway Games версия аркадной игры Western Gun 1975 года, с основным отличием в использовании микропроцессора в новой версии, что позволило улучшить графику и более плавную анимацию, чем дискретная логика оригинала. В 1980 году Atari выпустила первую официально лицензированную аркадную игру для домашних консолей. Ей стала Space Invaders 1978 года выпуска. После выхода игры на Atari 2600 она увеличила продажи консоли в четыре раза. К 1994 году популярность CD-ROM привела к появлению множества ремейков с оцифрованными голосами и, иногда, с улучшенной графикой, хотя издание Computer Gaming World отмечает, что во многих из них актёрская игра была похожа на «любительскую». В статье 2023 года американский журнал Wired отмечает, что Resident Evil 4, Metroid Prime, Dead Space и System Shock «предвещают золотой век ремейков». Рецензент издания считает, что игры пересоздаются по тем же причинам, что и во всех остальных сферах: «Узнаваемость бренда продаётся».

## Любительские ремейки
Игры, которые больше не выставляются на продажу и не поддерживаются разработчиками, часто становятся основой для создания любительских ремейков. Примером может служить OpenRA, ремейк классической стратегии в реальном времени Command & Conquer. Помимо кросс-платформенной поддержки, он добавляет удобные функции и возможности игрового процесса, вдохновлённые преемниками оригинальных частей серии. Skywind — фанатский ремейк The Elder Scrolls III: Morrowind (2002), работающий на движке Creation Engine с использованием исходного кода, ассетов и игровой механики The Elder Scrolls V: Skyrim (2011). Разработчики оригинальной игры, Bethesda Softworks, дали добро на создание проекта.